# Torneo de Valencia 2005
El Torneo de Valencia 2005 fue la edición número undécima del Torneo de Valencia. Se celebró desde el 4 de abril hasta el 11 de abril, de 2005.

## Campeones

### Individual
Igor Andreev vence a  David Ferrer 6-3, 5-7, 6-3

### Dobles
Fernando González /  Martín Rodríguez vencen a  Lucas Arnold Ker /  Mariano Hood 6-4, 6-4